# Steve Allen
Stephen Valentine Patrick William Allen, detto Steve (New York, 26 dicembre 1921 – Los Angeles, 30 ottobre 2000), è stato un musicista, attore e personaggio televisivo statunitense, riconosciuto come l'inventore del Talk show.

## Biografia
Nasce a New York da Billy Allen e Isabelle Donohue, in una famiglia di origini tedesche e irlandesi. Anche se iniziò la sua carriera in radio, Steve Allen è conosciuto principalmente per la sua carriera televisiva. Dopo essersi fatto notare come ospite del Arthur Godfrey's Talent Scouts, partecipò al The Tonight Show, sempre come ospite, svolgendo un ruolo determinante nell'innovare il concetto dei talk show televisivi. Successivamente condusse numerosi giochi e spettacoli di varietà, come lo The Steve Allen Show, I've Got a Secret, The New Steve Allen Show e fu uno dei membri della giuria del programma What's My Line?.
Allen è stato un pianista e un compositore prolifico, autore di 14.000 canzoni, e vinse un premio Grammy nel 1963 per la migliore composizione jazz, con la sua canzone The Gravy Waltz. Autore di oltre 50 libri, ha due stelle sulla Hollywood Walk of Fame di Hollywood e un teatro a cui è stato dato il suo nome: The Steve Allen Theater.

## Filmografia

### Cinema
- Il re del jazz (The Benny Goodman Story), regia di Valentine Davies (1955)
- Il grande circo (The Big Circus), regia di Joseph M. Newman (1959)
- Agente 4K2 chiede aiuto (Warning Shot), regia di Buzz Kulik (1967)
- Che cosa hai fatto quando siamo rimasti al buio? (Where Were You When the Lights Went Out?), regia di Hy Averback (1968)
- I protagonisti (The Player), regia di Robert Altman (1992)

### Televisione
- L'uomo ombra (The Thin Man) – serie TV, episodio 2x19 (1959)
- General Electric Theater – serie TV, episodio 9x01 (1960)
- June Allyson Show (The DuPont Show with June Allyson) – serie TV, episodio 2x05 (1960)
- Sabrina, vita da strega (Sabrina, the Teenage Witch) – serie TV, episodio 2x21 (1998)